# Giuseppe Pinelli
Pour les articles homonymes, voir Pinelli.
Giuseppe Pinelli (Milan, 21 octobre 1928 - id. 15 décembre 1969) est un cheminot et militant anarchiste italien, membre du cercle anarchiste Pont Ghisolfa et pendant la Résistance, compte tenu de son jeune âge, estafette dans les brigades Bruzzi Malatesta.
Il meurt le 15 décembre 1969, tombant d'une fenêtre du poste de police de Milan où il est détenu pour interrogatoire à la suite de l'explosion d'une bombe sur la Piazza Fontana le 12 décembre 1969, un événement connu sous le nom du massacre de la piazza Fontana.
Les circonstances de sa mort, officiellement attribuée à un malaise,  éveillent les soupçons en raison du climat politique tout à fait exceptionnel régnant à Milan à la suite de l'attentat.
Une partie de l'opinion soupçonne que Pinelli a pu être assassiné par des policiers. Toutefois, l'enquête conclue en 1975 par le juge d'instruction Gerardo D'Ambrosio exclut la possibilité d'un assassinat.
Durant ce que l'on appelle les années de plomb, marquées par la stratégie de la tension, l'affaire a suscité une longue controverse politique et judiciaire, tant de la part de ceux qui soutiennent l'idée d'un assassinat que du point de vue des autorités.

## Les faits

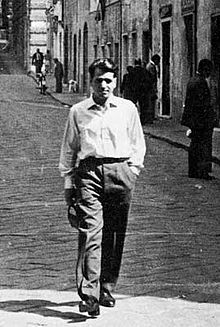
Giuseppe Pinelli à Gênes en 1955.

La nuit suivant l'attentat de la Piazza Fontana la police arrête 84 anarchistes, dont Pinelli. Trois jours après, alors que vient d'être arrêté  Pietro Valpreda, considéré  comme son complice, Pinelli se trouve à la préfecture de police, soumis à un interrogatoire de la part de Marcello Guida, du commissaire Luigi Calabresi et de quelques sous-officiers. Selon la version officielle, Pinelli se serait jeté de la fenêtre du quatrième étage et en mourut. Sa mort fut déclarée comme étant un suicide. Le motif de son geste aurait été les déclarations mises à sa charge, qui auraient démontré son implication dans l'attentat.
La détention de Pinelli était illégale parce qu'il fut retenu trop longtemps à la préfecture : elle n'aurait pas dû se prolonger plus de deux jours. Le 15 décembre 1969 (date de sa mort), il aurait dû se trouver, soit remis en liberté, soit en prison.

Selon certaines versions policières, jamais confirmées, Pinelli, en tombant, aurait crié la phrase désormais célèbre : 

« È la fine dell'anarchia ! »

## Le contexte

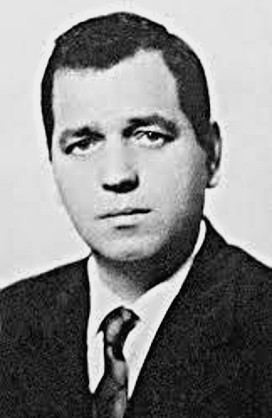
Giuseppe Pinelli.

Après Mai 1968 en France, 1969 fut l'année de la contestation de la jeunesse italienne. De nombreuses organisations politiques aux orientations très diverses entrèrent en activité, essentiellement dans le nord de l'Italie. Elles étaient opposées entre elles et hostiles à l'État et aux partis politiques traditionnels.
Du combat idéologique on passait souvent à l'affrontement physique, aux combats de rue contre les forces de l'ordre qui donnaient parfois naissance à de la guérilla urbaine. Il y eut notamment les échauffourées de Valle Giulia à Rome : les étudiants chargèrent pour la première fois les forces de l’ordre.
En novembre 1966, déjà militant anarchiste, il soutenait Gennaro De Miranda, Umberto Tiboni, Gunilla Hunger, Tella et les autres compagnons « aux cheveux longs » pour imprimer les premières copies de la revue Mondo Beat dans la section « Sacco et Vanzetti » de la rue Murilio à Milan.
La mort de Pinelli suivait de quelques jours l'attentat de la piazza Fontana (12 décembre 1969). Selon une partie du opinion publique, Pinelli a été assassiné et l'enquête a été baclée ou menée à charges. Une nouvelle enquête, menée en 1975 par le juge Gerardo D'Ambrosio, a écarté l'hypothèse de l'assassinat, considérée comme absolument inconsistante.
Le cas a suscité une polémique politique empreinte d'une forte animosité tant de la part de ceux qui soutiennent la thèse de l'homicide, que de la part des autorités. Il est difficile d'isoler cette polémique de celles relatives, entre autres, au carnage de la piazza Fontana, à la stratégie de la tension, au terrorisme d'État, à la répression des cercles anarchistes italiens et à l'assassinat du commissaire Luigi Calabresi.

## Enquêtes du président Biotti sur la mort
À la mort de Giuseppe Pinelli ouvert une enquête initiale qui a conduit à l'essai[Quoi ?], qui a débuté le 9 octobre 1970, dont il présidait juge d'administration[Quoi ?] Carlo Biotti,,. 
Audition des témoins par Biotti sur la mort de Pinelli présenté quelques divergences qui ont incité le ministère public de rouvrir le dossier Pinelli envoi d'une « alerte de crime » aux témoins et aux Calabresi[Quoi ?].
Sur ce processus Francesco Leonetti a réalisé le documentaire Processus politique, avec le Arnaldo Pomodoro aider et une photo de Carla Cerati.
Le président Carlo Biotti a ordonné l'exhumation du cadavre Pinelli et son autopsie, continue sur sa décision de renoncer à son salaire et un potentiel intérêt personnel[Quoi ?], peu de temps après il a été incroyablement contestée devant[Quoi ?], puis suspendu à chaque fonction[Quoi ?], et enfin dans un court laps de temps accusé à tort de divulgation verbale de secrets officiels (prétendant qu'il avait déjà communiqué à d'autres sa croyance de jugement)[Quoi ?], d'abord avec des procédures disciplinaires, puis avec un procès pénal, elle[Qui ?] a démissionné de bureau, de commencer le processus d'abord[Quoi ?], puis la sanction disciplinaire qui a duré sept ans. « Un petit épisode est révélateur du climat de ces jours : Biotti allé au cinéma et reconnue par le public, a été très applaudi » pendant vingt minutes à partir de tous les spectateurs se levèrent[Quoi ?]. Le magistrat sera portée dans le dock[Quoi ?] à Florence et il sera demandé pour lui, en plus de la suspension de la retraite de dix-huit mois d'emprisonnement.  Biotti a continué pendant des années d'une longue bataille juridique qui l'a acquitté de toutes les accusations dans tous les tribunaux, en pleine formule[Quoi ?]. Les vieilles accusations, alors complètement réfutées, né sans aucun soutien de la preuve[Quoi ?]
, ont été la révélation de secret et ont prévu, dans un entretien privé, sa conviction déjà déterminée sur le jugement que le Président Biotti donnerait confiance en l'avocat Michele Lener, il avait toujours refusé par le juge Biotti[Quoi ?]. Le soutien de poursuites était crucial comme preuve après une audience[Quoi ?], le président Biotti serré la main à un défendeur, Pio Baldelli (avertissement qui manquer la prochaine audience[Quoi ?] et le président Biotti "utilise toujours secouer main à ceux qui le lui a donné"[Quoi ?]).

## Les indices sur la mort

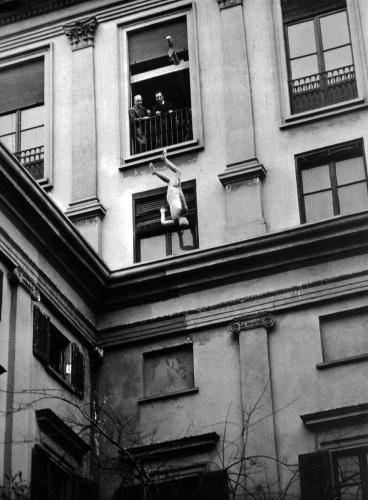
Reconstitution de la mort de Giuseppe Pinelli.

On ouvrit une enquête sur la mort de Giuseppe Pinelli. Le commissaire Calabresi soutenait ne pas être présent au moment de la chute, version confirmée par l'enquête de la magistrature, conduite par Gerardo D'Ambrosio, et par trois agents, mais contestée par un anarchiste présent dans les locaux, détenu dans une cellule voisine. La police affirma que Pinelli s'était suicidé parce qu'il avait été démontré son implication dans l'attentat, version sans plus aucun fondement. Les résultats de l'enquête sur la mort de Giuseppe Pinelli furent rendus publics en octobre 1975. Le juge d'Ambrosio écrivait dans son jugement : « L'instruction conclut indubitablement que le commissaire Calabresi n'était pas dans son bureau au moment de la mort de Pinelli. »  Le commissaire fut malgré tout l'objet d'une violente campagne dans la presse et assassiné en mai 1972. Le jugement de d'Ambrosio fit date dans l'histoire surtout pour l'explication donnée pour la cause de la mort de Giuseppe Pinelli : ni un suicide, ni un homicide mais un malaise – au fil du temps les médias parlent de un « malaise actif » – qui aurait provoqué un bond involontaire de Giuseppe Pinelli par la fenêtre de la préfecture.

## La thèse de l'homicide
Les faits étranges liés à la mort de Giuseppe Pinelli pousseront beaucoup de monde à parler, toujours plus ouvertement, d'homicide : il aurait été défenestré.

### Les motivations
La première raison pour croire en la thèse de l'homicide serait l'incohérence de l'intention de se suicider avec le caractère de Giuseppe Pinelli: ceux qui le connaissaient soutiennent que la décision de se suicider était impensable pour la victime. Selon ces sources, Pinelli n'aurait jamais pris en considération l'hypothèse du suicide, ni même confronté au risque d'une condamnation à perpétuité pour attentat. Au moment de la mort, la condamnation n'était de toute façon pas envisagée, du fait du manque de preuves.

## Autour de Pinelli

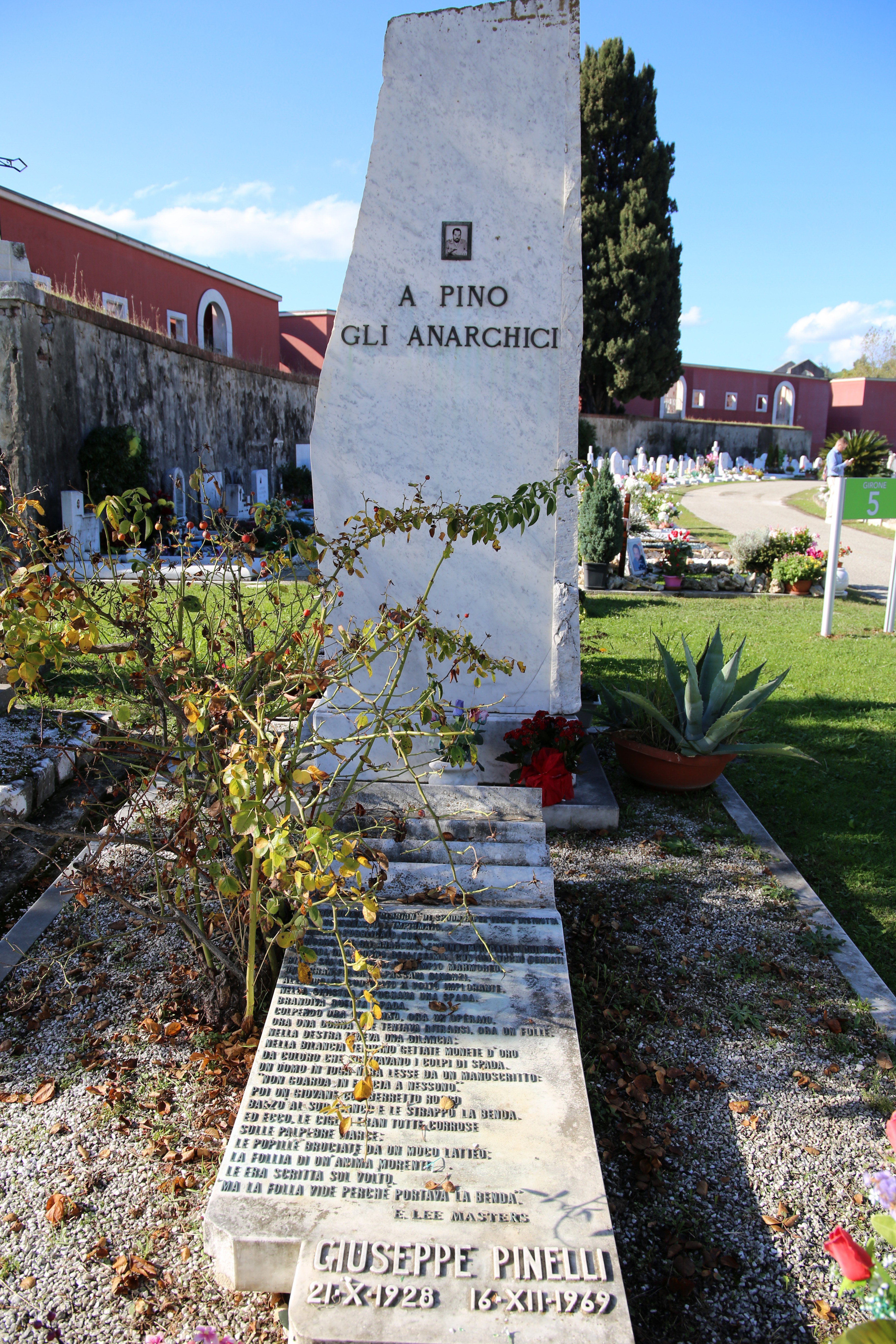
Tombe de Pinelli.

La figure de Pinelli a été prise, dans les milieux anarchistes, comme un symbole de l'opposition au pouvoir constitué en général et au pouvoir policier  en particulier.

### Musique
Diverses chansons ont été composées sur Pinelli, comme La Ballade de l'anarchiste Pinelli (titre original La ballata per anarchico Pinelli), écrite par G. Barozzi, F. Lazzarini, U. Zavanella, trois jeunes anarchistes mantouans, le soir même des funérailles, puis révisée et mise en musique par Joe Fallisi en 1970. Elle a, par la suite, été reprise par de nombreux chanteurs italiens ainsi que le groupe français Les Amis d'ta femme, ainsi que Les Meufs groupe punko-gothico-realiste.
En février 1970, le chanteur Franco Trincale composa un Lamento en hommage à la mort de Pinelli, qui est devenu très populaire et a été repris dans plusieurs albums de cet artiste.
Ballata per l'anarchico Pinelli:
Quella sera a Milano era caldo
ma che caldo, che caldo faceva,
"Brigadiere, apri un po' la finestra!",
una spinta ... e Pinelli va giú.
"Sor questore, io gliel'ho giá detto,
le ripeto che sono innocente,
anarchia non vuol dire bombe,
ma uguaglianza nella libertá".
"Poche storie, confessa, Pinelli,
il tuo amico Valpreda ha parlato,
é l'autore di questo attentato
ed il complice certo sei tu".
"Impossibile!", grida Pinelli,
"Un compagno non puó averlo fatto
e l'autore di questo delitto
fra i padroni bisogna cercar".
"Stai attento, indiziato Pinelli,
questa stanza é giá piena di fumo,
se tu insisti, apriam la finestra,
quattro piani son duri da far".
C'e' una bara e tremila compagni,
stringevamo le nostre bandiere,
quella sera l'abbiamo giurato,
non finisce di certo cosí.
E tu Guida, e tu Calabresi,
se un compagno é stato ammazzato,
per coprire una strage di Stato,
questa lotta piú dura sará.
Quella sera a Milano era caldo
ma che caldo, che caldo faceva,
"Brigadiere, apri un po' la finestra!",
una spinta ... e Pinelli va giú. 
Traduction :
Ce soir il faisait chaud à Milan
Si Chaud, il faisait tellement chaud.
"Brigadier, ouvrez la fenêtre!"
Une bousculade ... et Pinelli est tombé.
"Monsieur le commissaire, je vous l'ai déjà dit,
Je vous répète que je suis innocent,
L'anarchie ça ne veut pas dire les bombes,
mais l'égalité dans la liberté".
"Plus de fumisterie : confesse toi Pinelli !
Ton ami Valpreda a parlé,
Il est l'auteur de cet attentat,
et tu en es le complice !".
"Impossible!", S'écrit Pinelli.
"Un camarade n'aurait pas pu faire ça,
et l'auteur de ce crime 
est à chercher parmi les puissants".
"Regarde, suspect Pinelli
Cette pièce est déjà pleine de fumée,
Si tu insistes, nous ouvrirons la fenêtre.
Et 4 étages, ça fait haut".
Il y a un cercueil et 3000 camarades,
Nous serrions fort nos drapeaux,
Cette nuit nous avons juré,
Que nous n'en resterons pas là.
Et toi Guida, toi Calabresi,
Si un camarade était tué
Pour couvrir un massacre d'Etat,
Ce combat n'en sera que plus dur.
Ce soir il faisait chaud à Milan,
Si chaud, il faisait tellement chaud.
"Brigadier, ouvrez la fenêtre!"
Une bousculade, Pinelli est tombé.

### Théâtre
- Dario Fo s'est inspiré de l'événement pour écrire Mort accidentelle d'un anarchiste (mais la référence quasi explicite qui y est faite est pour Andrea Salsedo).
- L'événement a également inspiré la pièce Trois secondes dans la vie d'un Milanais[19], écrite par Claude-Henri Buffard, créée dans une mise en scène d'Yvon Chaix le 31 octobre 1973 à la maison de la Culture de Grenoble.

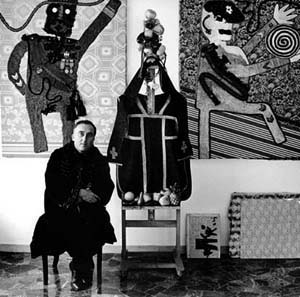
Enrico Baj en 1964.

### Peinture
L'œuvre picturale d'Enrico Baj, qui devait être exposée à Milan le même jour que l'homicide Calabresi, intitulée I funerali dell'anarchico Pinelli (Les funérailles de l'anarchiste Pinelli), s'inspire, elle aussi de ces événements.
Longtemps interdite d’exposition publique,, l'installation monumentale et polymatérielle est finalement exposée au Museo del Novecento de Milan en 2025.

### Audiovisuel
- Piazza Fontana (titre original : Romanzo di una strage), film italien réalisé par Marco Tullio Giordana, sorti en 2012
- Giuseppe Pinelli, mort d'un anarchiste italien, D'après une histoire vraie, Arte, 2021, voir en ligne.

### Littérature et journalisme
- Pinelli. La finestra sulla strage (Pinelli. La fenêtre sur le massacre), de Camilla Cederna, journaliste de renom, qui s'occupa longtemps de l’affaire Pinelli. Édité en 1971 et republié en 2004.
- Il Ferroviere (le cheminot) par Riccardo Mannerini un poète anarchiste génois.
- La notte che Pinelli, d’Adriano Sofri (Sellerio Editore, 2009) : récit des événements relatifs à la mort de Giuseppe Pinelli (trad. fr. : Les ailes de plomb, éditions Verdier, 2010).
- Gli anni della peggio gioventù (Les années de la pire jeunesse) de Giampierro Mughini, journaliste italien, publié Mondadori Editore, 2009.
- Luciano Lanza, La ténébreuse affaire de la piazza Fontana, éditions CNT-Région parisienne, 2005,  (ISBN 2-915731-03-9).
- Simonetta Greggio, Dolce vita 1959-1979, Stock, 2010, extrait en ligne.
- (it) Gabriele Fuga, Enrico Maltini, Pinelli : la finestra è ancora aperta, Colibri, Milan, 2016, 271 pages.

### La question de la plaque

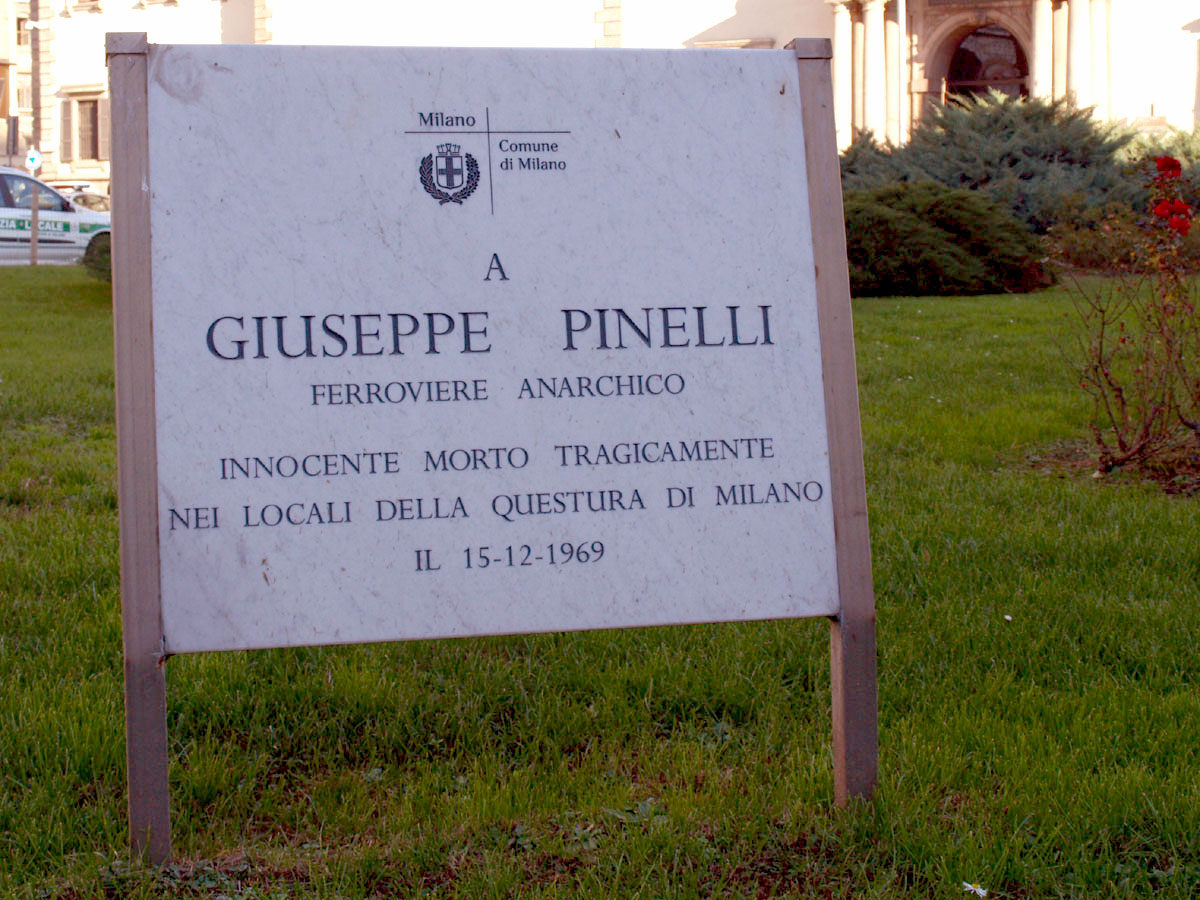
Plaque commémorative (12 décembre 2007).